# Platyxantha
Phyllobrotica es un género de escarabajos de la familia Chrysomelidae. Algunos son subterráneos y se alimentan de radículas. Esta es la lista de especies que lo componen:
- Platyxantha abdominalis Jacoby, 1897
- Platyxantha apicalis (Baly, 1864)
- Platyxantha aureipennis (Laboissiere, 1933)
- Platyxantha azurea (Laboissiere, 1933)
- Platyxantha basalis Duvivier, 1884
- Platyxantha bicincta Jacoby, 1900
- Platyxantha bicornuta Medvedev, 2001
- Platyxantha calabariensis Laboissiere, 1931
- Platyxantha calcarata (Gerstaecker, 1871)
- Platyxantha castaneipennis Laboissiere, 1939
- Platyxantha chinensis (Maulik, 1933)
- Platyxantha coerulescens (Jacoby, 1894)
- Platyxantha coerulescens Weise, 1922
- Platyxantha costata Medvedev, 2001
- Platyxantha couradti Jacoby, 1903
- Platyxantha depressa Laboissiere, 1921
- Platyxantha dimidiaticornis (Jacoby, 1895)
- Platyxantha distanti (Gahan, 1892)
- Platyxantha elgoenesis Weise, 1927
- Platyxantha elodiae (Fairmaire, 1883)
- Platyxantha fulvovirens (Laboissiere, 1929)
- Platyxantha fuscitarsis Weise, 1903
- Platyxantha gestroi Weise, 1924
- Platyxantha haemorrhoidalis Laboissiere, 1939
- Platyxantha impressa Weise, 1909
- Platyxantha kinabaluensis Mohamedsaid, 1995
- Platyxantha metallica (Jacoby, 1887)
- Platyxantha multicostata (Jacoby, 1896)
- Platyxantha nagaii Mohamedsaid, 1998
- Platyxantha nigricornis (Baly, 1864)
- Platyxantha nigripennis (Jacoby, 1884)
- Platyxantha nigripes Jacoby, 1895
- Platyxantha nigrolimbata (Jacoby, 1899)
- Platyxantha nsignis (Baly, 1864)
- Platyxantha occipitalis (Laboissiere, 1933)
- Platyxantha pauli Weise, 1903
- Platyxantha quadraticollis (Jacoby, 1896)
- Platyxantha rubida Allard, 1889
- Platyxantha rubripennis Duvivier, 1884
- Platyxantha ruformarginata (Jacoby, 1895)
- Platyxantha semmionensis Weise, 1903
- Platyxantha smaragdina (Duvivier, 1884)
- Platyxantha sumatrana (Jacoby, 1899)
- Platyxantha sutteri Laboissiere, 1939
- Platyxantha tonkinensis Laboissiere, 1936
- Platyxantha trichroa Laboissiere, 1931
- Platyxantha variabilis (Jacoby, 1891)
- Platyxantha ventralis Baly, 1864
- Platyxantha versicolor Laboissiere, 1921
- Platyxantha viridis Weise, 1922
- Platyxantha yamamotoi Mohamedsaid, 1998
- Platyxantha zanzibarica (Allard, 1889)